# 12433 Barbieri
12433 Barbieri (1996 AF4) là một tiểu hành tinh vành đai chính được phát hiện ngày 15 tháng 1 năm 1996 bởi M. Tombelli và U. Munari ở Cima Ekar.